# Oonops erinaceus
Oonops erinaceus là một loài nhện trong họ Oonopidae.
Loài này thuộc chi Oonops. Oonops erinaceus được P. L. G. Benoit miêu tả năm 1977.